# Олдтаун (Меріленд)
Олдтаун (англ. Oldtown) — переписна місцевість (CDP) в США, в окрузі Аллегені штату Меріленд. Населення — 116 осіб (2020).

## Географія
Олдтаун розташований за координатами 39°32′34″ пн. ш. 78°36′56″ зх. д. / 39.54278° пн. ш. 78.61556° зх. д. (39.542832, -78.615531).  За даними Бюро перепису населення США в 2010 році переписна місцевість мала площу 0,35 км², уся площа — суходіл.

## Демографія
Згідно з переписом 2010 року, у переписній місцевості мешкало 86 осіб у 36 домогосподарствах у складі 24 родин. Густота населення становила 249 осіб/км².  Було 37 помешкань (107/км²).
Расовий склад населення:
| - 100,0 % — білих |

До двох чи більше рас належало 0,0 %. Частка іспаномовних становила 0,0 % від усіх жителів.
За віковим діапазоном населення розподілялося таким чином: 25,6 % — особи молодші 18 років, 54,6 % — особи у віці 18—64 років, 19,8 % — особи у віці 65 років та старші. Медіана віку мешканця становила 39,5 року. На 100 осіб жіночої статі у переписній місцевості припадало 75,5 чоловіків;  на 100 жінок у віці від 18 років та старших — 77,8 чоловіків також старших 18 років.
Цивільне працевлаштоване населення становило 28 осіб. Основні галузі зайнятості: транспорт — 57,1 %, освіта, охорона здоров'я та соціальна допомога — 42,9 %.